# Rivulus planaltinus
Rivulus planaltinus är en fiskart som beskrevs av Costa och Brasil 2008. Rivulus planaltinus ingår i släktet Rivulus och familjen Rivulidae. Inga underarter finns listade i Catalogue of Life.